# 肯尼·佩里
肯尼·佩里（Kenny Perry, 1960年8月10日 - ）是一位美國職業高爾夫球選手。出生在肯塔基州。目前已獲得了13個冠軍，其中有12個是PGA巡迴賽冠軍。

## 外部連結
- PGA巡迴賽網站上的介紹